# Kirk Baptiste
Kirk Baptiste (Beaumont, 20 de junio de 1962 - 24 de marzo de 2022) fue un atleta estadounidense especializado en la prueba de 200 m en la que llegó a ser subcampeón olímpico en 1984.

## Carrera deportiva
En los JJ. OO. de Los Ángeles 1984 ganó la medalla de plata en los 200 metros, con un tiempo de 19.96 segundos, siendo superado por su compatriota Carl Lewis que con 19.80 segundos batió el récord olímpico, y por delante de otro estadounidense Thomas Jefferson.

## Salud
En la década de los 90s fue diagnosticado con VIH positivo, tras lo cual estuvo involucrado en las drogas. En el 2006, empezó un tratamiento de rehabilitación en Houston.